# Remington Модель 760
Remington Модель 760 Gamemaster помпова гвинтівка під набій центрального запалення, яку випускала компанія Remington Arms з 1952 по 1981 роки. Модель 760 замінила Model 141 у виробництві. Живлення з коробчастого магазина дозволило використовувати потужніші гостроносі кулі. Гвинтівку змінила гвинтівка Remington Модель 7600.

## Конструкція

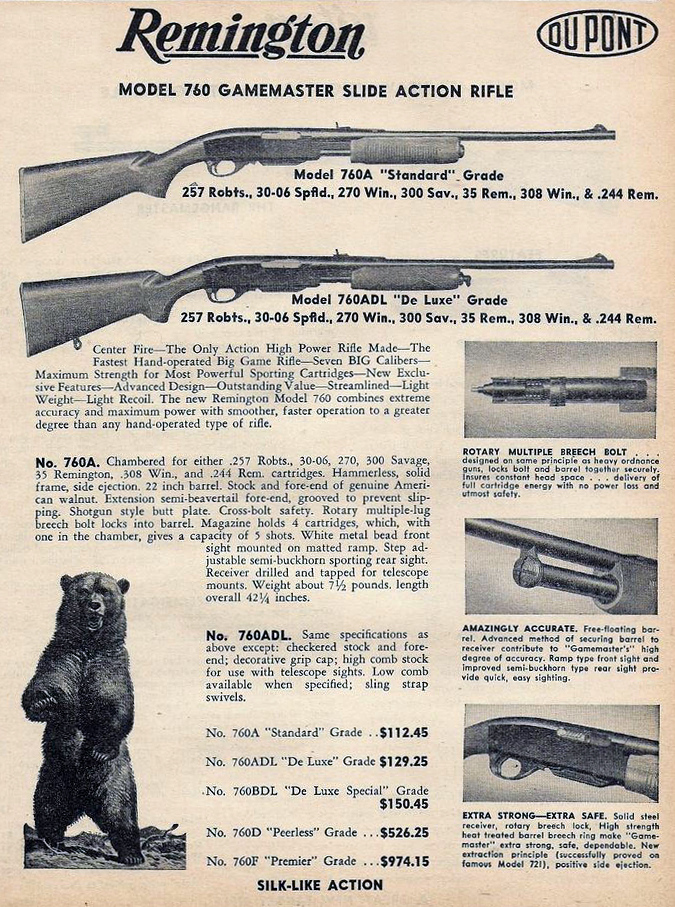
Реклама Remington 760

Після Другої світової війни компанія Remington відновила виробництво багатьох довоєнних гвинтівок. Це створило дилему для компанії, оскільки вона виробляла бойову зброю під час війни. Виробництво військової зброї змусило виробників оптимізувати виробництво та використовувати економніші методи та матеріали, які не можна було адаптувати до більшості ранніх розробок. Компанія Remington розпочала створювати серії вогнепальної зброї, які мали б загальну конструкцію та деталі. Ця тенденція почалася з Моделі 11-48 та триває дотепер. Дробовики Моделі 870 та 1100 мають подібну конструкцію, стиль та багато деталей з гвинтівками Моделей 760 та 740.
Модель 760 має знімний коробчастий магазин, планками подвійної дії та знімною алюмінієвою спусковою групою. Затвор мав 14 бойових виступів із переривчастим різьбленням. Ці виступи фіксуються у відповідних виступах у подовжувачі ствола за допомогою затвора з кулачковим обертанням. Такий затвор був проблематичним, а тому виступи з переривчастою різьбою були замінені на звичайні виступи в Моделі 7600.

## Варіанти
Основна різниця в чисельних варіантах гвинтівки полягала в різних покриттях, стилях ложа, прицілах та інших невеликих деталях. Одна версія, Модель 760C, мала ствол завдовжки 18,5 дюймів.

## Використання злочинцями
Джеймс Ерл Рей використовував гвинтівку .30-06 Модель 760 Gamemaster для вбивства Мартіна Лютера Кінга в мотелі Лоррейн в Мемфісі, штат Теннессі 4 квітня 1968 року. Вбивство спровокувало заворушення по всій країні і стало фактором ухвалення Закону про контроль над вогнепальною зброєю 1968 року.
Гвинтівку .30-06 Модель 760 використали у стрільбі по OC Transpo у 1999 році. Бойовик убив чотирьох людей і поранив двох, перш ніж накласти на себе руки в гаражі OC Transpo в Оттаві.